# Euquisi
Euquisi (Eukisi) ist ein osttimoresischer Suco im Verwaltungsamt Lautém (Gemeinde Lautém).

## Geographie

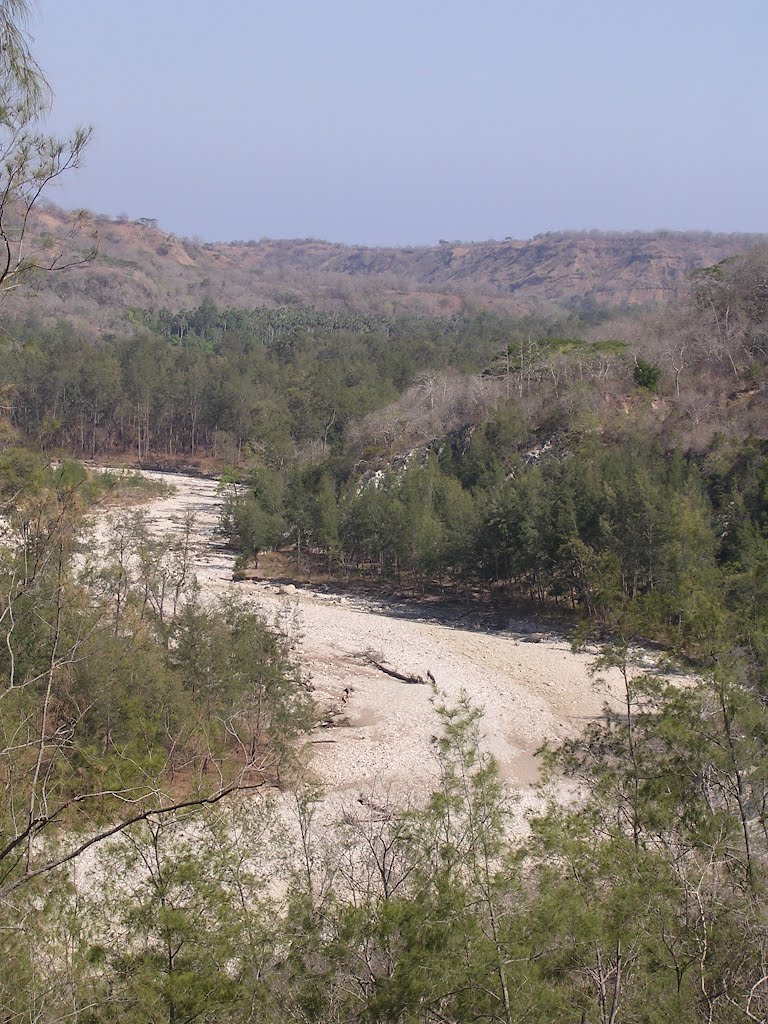
Der Laivai, der Grenzfluss zu Ililai. Am Ufer stehen kleine Kasuarinenwäldchen

In Euquisi befinden sich die drei Aldeias Barliu (Barleo), Borubatu und Vaniria (Waniria).
Euquisi liegt an der Nordküste Timors an der Straße von Wetar. Im Westen grenzt es an den Suco Ililai, im Osten an den Suco Daudere. Im Süden liegt das Verwaltungsamt Luro mit seinen Sucos Afabubu und Wairoque. Die Grenze zu Ililai wird vom Fluss Laivai gebildet, bis kurz vor seiner Mündung die Grenze nach Osten schwenkt. Etwa auf halbem Weg entlang der Grenze ändert der Fluss seinen Namen in Dasidara. Zum Suco Wairoque bildet ein Nebenfluss des Laivai die Grenze, der Abuti. Der Fluss Buiguira folgt der Grenze zu Daudere.
Vor der Gebietsreform 2015 hatte Euquisi eine Fläche von 35,66 km². Nun sind es 34,03 km², da die Grenze zum Suco Ililai, die zuvor quer durch das Siedlungszentrum Ililai führte, etwas nach Südosten verlegt wurde. Die gesamte Ortschaft gehört nun, auch mit den Ortsteilen Barliu und Borubartu (Barubatu), zum Suco Ililai.
Am Ufer des Dasidara liegt im Norden das Dorf Taleta und an der Küste das Dorf Barleo. Weitere Siedlungen liegen im Süden des Sucos in den Aldeias Borubatu und Vaniria. In Barleo und Vaniria gibt es je eine Grundschule. Die nördliche Küstenstraße, die eine der wichtigsten Verkehrsverbindungen des Landes darstellt, führt auch hier am Meer entlang.

## Geschichte
Während der Schlacht um Timor (1942–1945) errichteten die Japaner an der Küste Lautéms Verteidigungsanlagen. Reste von einem Bunker findet man an der Küste östlich vom Ort Lautém (08° 24′ 12,8″ S, 126° 49′ 03,2″ O).

## Einwohner
Der Suco hat 911 Einwohner (2022), davon sind 453 Männer und 458 Frauen. Im Suco gibt es 195 Haushalte. Über 99 % der Einwohner geben Makasae als ihre Muttersprache an. Eine kleine Minderheit spricht Sa’ane.

## Politik
Bei den Wahlen von 2004/2005 wurde Macario dos Santos Pereira zum Chefe de Suco gewählt und 2009 in seinem Amt bestätigt. Bei den Wahlen 2016 gewann Tomas Ximenes Soares.

## Persönlichkeiten
- Tomás Correia de Oliveira (* 1956 in Vaniria; † 2020), Freiheitskämpfer.[15]